# Купцово
Купцово (нем. Oberdorf) — село в Котовском районе Волгоградской области, административный центр Купцовского сельского поселения.
Население — 1075 (2010)

## Название
Наименование Обердорф («Верхнее село») поселение получило, поскольку оно являлось самым верхним по течению речки Мокрой Ольховки немецким селением. На этом месте прежде находились хутор Бехера (или Беккера) из Каменского округа и мельница Купцова, почему селение называлось ещё Бехерс-Хутор, Купцово, Купцева мельница.

## История
Около 1828 года колонист, по фамилии Бехерс, из Каменского округа, основал на этом месте будущего села хутор и к нему поселились ещё несколько колонистов из того же округа, почему это селение получило название Бехерс хутор. В 1852 году основана дочерняя колония Обердорф. До 1917 года — в составе Иловлинского колонистского округа, после 1871 года Иловлинской волости (после объединения с Семеновской волостью, переименована в Умётскую) Камышинского уезда Саратовской губернии. Основатели — выходцы из колоний Норка, Гримм, Куттер, Денгоф, Штефан, Мюльберг, Галка, Гольштейн, Шваб, Добринка, Мюллер.
Село относилось к лютеранскому приходу Розенберг. Деревянная церковь была построена в 1871 году. С момента основания действовала церковно-приходская школа. В 1891 году открыто русско-немецкое товарищеское училище.
Еженедельно по пятницам в селе бывали базары, а с 1 по 3 мая и с 6 по 8 августа — ярмарки. В 1894 году в селе имелись 3 лавки, 2 ветряные мукомольные мельницы и 1 маслобойня. Земельный надел составлял 9071 десятину.
В 1886 году часть жителей (36 человек) эмигрировала в Америку (в Канзас).
В советский период — немецкое село сначала Нижне-Иловлинского района Голо-Карамышского уезда Трудовой коммуны (Области) немцев Поволжья, затем с 1922 года — Каменского, а с 1935 года — Эрленбахского кантона Республики немцев Поволжья; административный центр Обердорфского сельского совета. В голод 1921 года родилось 102 человека, умерло 96. В 1926 году действовало кредитное товарищество. В период коллективизации организован колхоз «Октобервег».
В 1927 году постановлением ВЦИК «Об изменениях в административном делении Автономной С. С. Р. Немцев Поволжья и о присвоении немецким селениям прежних наименований, существовавших до 1914 года» селу Купцово Каменского кантона возвращено название Обердорф.
К конце 1930-х Обердорф стал административный центром Эрленбахского кантона АССР немцев Поволжья.
28 августа 1941 года был издан Указ Президиума ВС СССР о переселении немцев, проживающих в районах Поволжья. 6 сентября 1941 года немецкое население было депортировано в Западную Сибирь. После ликвидации АССР немцев Поволжья село вошло в состав Сталинградской области. 4 апреля 1942 года, согласно Указу Президиума Верховного Совета РСФСР «О переименовании некоторых районов Сталинградской области» (протокол № 13 п. 47) Эрленбахский район переименован в Ременниковский. 24 января 1943 года село Обердорф, центр Ременниковского района переименовано в село Ременниково (Ременниково I). В 1948 году Ременниковский район был ликвидирован, село Ременниково I включено в состав Ждановского района. Вскоре после этого в архивных документах село Ременниково I стало называться Купцово (по названию сельсовета). Дата переименования не установлена. С 1963 года — в составе Котовского района.

## География
Село находится в лесостепи, в пределах Приволжской возвышенности, являющейся частью Восточно-Европейской равнины, на реке Мокрая Ольховка. В окрестностях распространены тёмно-каштановые почвы и чернозёмы южные. Средняя высота над уровнем моря — 124 метров.
По автомобильным дорогам расстояние до районного центра города Котово — 19 км, до областного центра города Волгоград — 240 км, до города Саратов — 250 км. Ближайшая железнодорожная станция железнодорожной ветки Балашов-Петров Вал Волгоградского региона Приволжской железной дороги расположена в 6 км к северу от села.
Климат
Климат умеренный континентальный (согласно классификации климатов Кёппена — Dfa). Многолетняя норма осадков — 409 мм. Наибольшее количество осадков выпадает в июне — 49 мм, наименьшее в марте — 22 мм. Среднегодовая температура положительная и составляет + 6,6 С, средняя температура самого холодного месяца января −9,7 С, самого жаркого месяца июля +22,5 С.
Часовой пояс
Купцово, как и вся Волгоградская область, находится в часовой зоне МСК (московское время). Смещение применяемого времени относительно UTC составляет +3:00.

## Население
| 1987  | 2002 |
| ----- | ---- |
| ≈1300 | 1271 |

| 1859  | 1886  | 1890  | 1897  | 1904  | 1911  | 1920  |
| ----- | ----- | ----- | ----- | ----- | ----- | ----- |
| 549   | ↗1249 | ↗1540 | ↗1643 | ↘1528 | ↗1777 | ↗1860 |
| 1922  | 1923  | 1926  | 1931  | 1939  | 2010  |       |
| ↘1741 | ↗1793 | ↗1930 | ↗2050 | ↗2294 | ↘1075 |       |